# Staurastrum sebaldi
Staurastrum sebaldi  là một loài Song tinh tảo trong họ Desmidiaceae, thuộc chi Staurastrum.